# Jan Jönsson
Pour les articles homonymes, voir Jönsson.
Cet article concerne un joueur et entraîneur de football suédois. Pour le cavalier suédois, voir Jan Jönsson (équitation).
Jan Jönsson, né le 24 mai 1960, est un entraineur et ancien joueur de football suédois.

## Parcours en tant qu'entraîneur
- Sanfrecce Hiroshima : jan. 1993–déc. 1993 (assiastant)
- Vissel Kobe : jan. 1995–déc. 1997 (assistant)
- Ljungskile SK : jan. 1998–déc. 2000 (assistant)
- Landskrona BoIS : jan. 2001–nov. 2003
- Stabæk Fotball : déc. 2004–2010
- Rosenborg BK : 2010–déc. 2012
- Aalesunds FK : jan. 2013-déc. 2014
- Halmstads BK : jan. 2015-2017
- Sanfrecce Hiroshima : 2017-déc. 2017
- Shimizu S-Pulse : depuis jan. 2018